# 10 canoës, 150 lances et 3 épouses
 (septembre 2009).
Si vous disposez d'ouvrages ou d'articles de référence ou si vous connaissez des sites web de qualité traitant du thème abordé ici, merci de compléter l'article en donnant les références utiles à sa vérifiabilité et en les liant à la section « Notes et références ».
 (octobre 2014).
- Si vous ne connaissez pas le sujet, laissez ce bandeau (vous pouvez alors contacter les auteurs).
- Si vous supprimez le contenu mis en cause (vous pouvez préalablement contacter les auteurs),

argumentez précisément cette suppression dans la page de discussion
(un manque de référence n'est pas un argument ; une recherche réelle de référence doit avoir été effectuée, être formellement documentée).
Pour plus de détails, voir Fiche technique et Distribution.
10 canoës, 150 lances et 3 épouses (Ten Canoes) est un film australien de 2006 réalisé par Rolf de Heer et Peter Djigirr.
Le film évoque la vie et les mythes des premiers habitants de l'Australie, bien avant la colonisation.

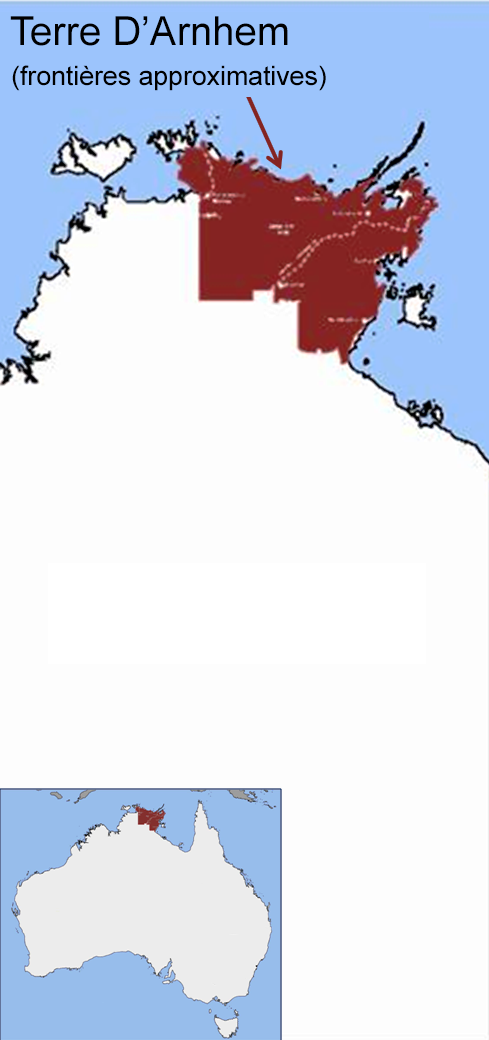
Carte du Nord de l'Australie, le « Top End » (avec « limites approximatives » de la Terre d'Arnhem)

## Synopsis
Le film est construit par histoires imbriquées : reportage, expédition d'un vieux chasseur avec son jeune frère, à qui il raconte une chronique du Temps du rêve, elle-même entrecoupée par de brèves séquences consacrées aux Ancêtres, à leurs vices et erreurs.

### Première partie (en couleurs)
Le spectateur est ramené en des temps très anciens. Il survole une rivière qui serpente dans le bush : encadrée de sa galerie forestière (palmiers, palétuviers et eucalyptus), elle draine de vastes marécages verdoyants, et sur elle planent de grands oiseaux aux ailes blanches et noires.
La voix de David Gulpilil rappelle les croyances des Indigènes Australiens du Territoire du Nord dans un monologue :

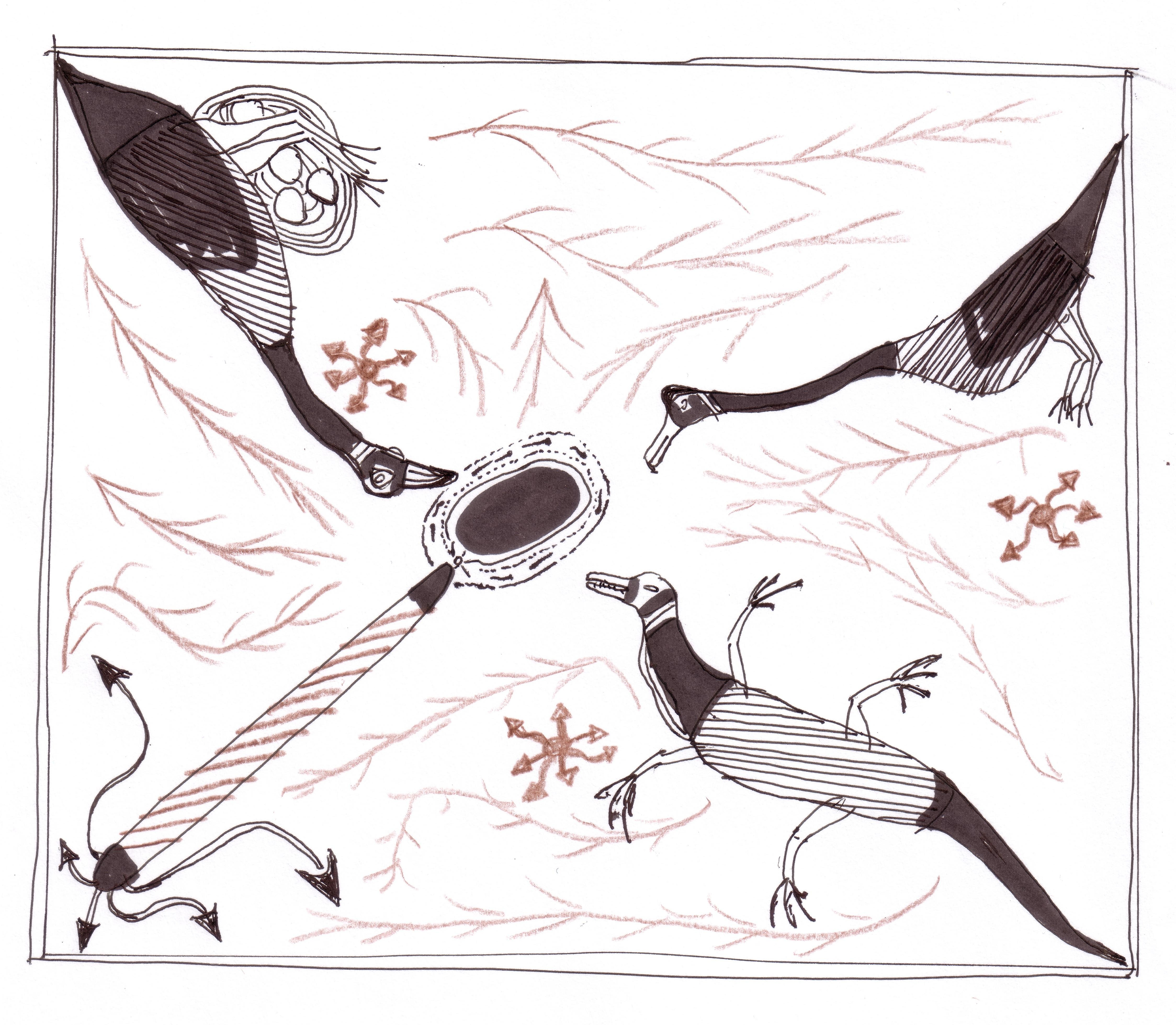
Dessin inspiré de « Le marais sacré Dimirr Wariman », une œuvre de Johny Bulunbulun, artiste Ganalpingu de Maningrida. La cosmogonie des Indigènes Australiens de la Terre d'Arnhem y est clairement représentée, en accord avec le récit

- « Je dois d'abord vous parler de mon peuple et de mon pays ; alors vous pourrez voir mon histoire, et savoir…Cette terre commença au commencement. Yurlungur, le grand « goanna » d'eau (le varan), il voyagea par ici. Yurlungur fit toute cette terre, il fit cette eau…Il fit ce marais, qui s'étend au loin et nous donne la vie…Je viens d'un trou d'eau de ce pays, qu'Yurlungur a fait. Je ressemblais à un petit poisson dans mon trou d'eau… Alors mon père s'est approché de mon trou d'eau. Je lui ai demandé où était ma mère, car je voulais naître. Mon père m'a montré du doigt une de ses femmes : « Voici ta mère… », me dit-il. J'attendis le bon moment, et soudain je fus dans sa matrice. Alors mon père eut un rêve, et ce rêve lui fit savoir que sa femme avait un petit en elle. Ce petit, c'était moi… »
Le conteur rit à bas bruit, puis reprend sa narration :
- « À ma mort, je retournerai dans le trou d'eau. J'attendrai là, comme un petit poisson, pour renaître à nouveau…Vous ne saviez pas tout ça, hein?…Mais c'est une chose vraie, ça se passe toujours comme ça pour mon peuple…Et maintenant, il nous faut trouver où est l'histoire, l'histoire que je vais vous raconter…Il nous faut revenir en arrière, il y a très longtemps, au temps où vivaient mes ancêtres… »
Et, pendant que l'image passe de la couleur au noir-et-blanc, le conteur continue à voix basse : 
- « Chut! Maintenant, écoutez…Je les entends, ils arrivent, mes ancêtres… Cette histoire vous aidera à vivre correctement… »

### Film noir-et-blanc

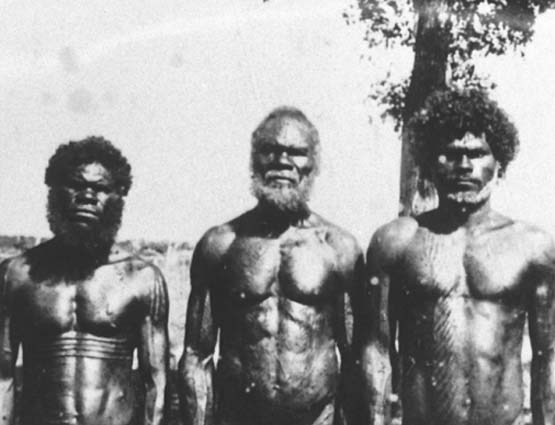
Les Tiwis de l'île Bathurst sont physiquement très proches des Yolngu

Il commence abruptement : le spectateur (comme s'il était caché derrière un arbre à 20 mètres du sentier) voit s'approcher et passer devant lui, de droite à gauche, 10 chasseurs de l'âge de pierre.
Ils marchent en file indienne, à grandes enjambées, nus, en silence, les sagaies sur l'épaule, le propulseur à la main, le dilly-bag (sac fourre-tout en filet) leur battant les fesses. Dans la chaleur oppressante qu'on croit sentir, seul le rire gras d'un kookaburra (Dacelo) rompt le silence. Ils vont disparaitre vers la gauche, quand l'un d'eux pousse un cri guttural. Tous s'arrêtent, et le charme est rompu, la trivialité humaine reprend le dessus : le dernier de la file clame :
- « Je ne veux pas rester derrière, il y en a un qui pète, c'est affreux ! »
Tous s'esclaffent, pliés en deux, les lazzi résonnent dans le silence de la forêt, les chasseurs se questionnent pour la forme : l'un d'eux est bien connu pour ses gaz intestinaux pestilentiels, et il ne fait pas de difficultés pour passer en serre-file. D'ailleurs ils arrivent au but : un bosquet d'arbres au tronc haut, parfaitement régulier et cylindrique ; ils vont en détacher de grands pans d'écorce pour confectionner des canoës. Et pendant le travail les commérages gaillards vont bon train : « Alors, vous pensez qu'ils couchent ensemble ? » etc. Ils parlent de Dayindji, le jeune frère de Miningululu, leur chef au cheveux blancs, et de sa plus jeune épouse. Le vieux chef prend alors son petit frère à part : il veut lui montrer comment détacher proprement l'écorce des troncs, et surtout lui parler…Il lui conseille de s'éloigner de sa belle-sœur : si le jeune homme s'obstine à la courtiser, le groupe en sera perturbé ; d'ailleurs il va lui raconter une histoire du « Temps du Rêve » qui illustre parfaitement les dangers de ce type de liaison…Le jeune homme lui répond :
- « Oui, mais moi j'ai besoin d'un femme ! Toi tu es vieux, et tu en as trois… »
- « Sois patient, lui répond son frère, tu auras une femme plus tard… »
- « Mais alors je serai vieux, réplique le jeune homme, et mon sexe sera mou !… »
Sous les éclats de rire du groupe, le vieux chef se redresse, et, la main sur le bas-ventre, proteste :
- « Quoi, tu veux dire que mon sexe est mou ?… ». 

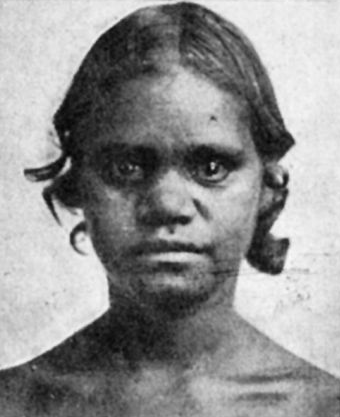
Une jeune femme indigène australienne photographiée ca 1910. « Munanjarra était belle et tranquille comme un bébé qui dort »

Cependant les hommes rapportent sur leurs têtes les grands cylindres d'écorce vers le marécage. Ils s'exclament en arrivant :
- « Ah, ça fait du bien de nous rafraîchir les pieds dans l'eau !… ».
Puis les hommes commencent à façonner les canoës : ils assouplissent les pans d'écorce sur le feu, pincent les extrémités dans un étau fait d'un arbre fourchu, avant de les coudre avec des fibres végétales. Une branche taillée en forme de banc maintient les parois écartées… Tout en travaillant, le vieux chef Miningululu commence à raconter à son jeune frère l'histoire des ancêtres, au Temps du Rêve, et les images en couleur apparaissent alors.
Par la suite, le frère aîné reprendra plusieurs fois le « récit en couleurs », afin que son cadet « apprenne à vivre correctement ». Et il choisira des moments privilégiés de la journée pour lui en restituer l'impact. Ainsi, lorsqu'il se trouve seul dans les marais avec le jeune homme qu'il initie à l'approche des gumangs ' (canaroies), à leur chasse à la sagaie, et à la récolte de leurs mapu (œufs) sur les yali (nids). Ou le soir, quand le groupe se retrouve au bivouac sur les plates-formes dressées dans les taillis au-dessus du niveau de l'eau, afin d'échapper aux crocodiles, aux sangsues et aux serpents, près des feux nourris d'écorce d'eucalyptus, dont la fumée chasse les moustiques.
Puis la chasse prend fin, et les chasseurs rentrent chez eux en riant et en discutant, sagaies sur l'épaule, portant des paniers d'œufs et tenant par le cou ou les pattes quelques cadavres d'oies blanches et noires.

### Film en couleur
- En rapport direct avec la cosmogonie des Yolngu, il narre une chronique du Temps du rêve. C'est, dit le narrateur, « ce qui arriva il y a très-très longtemps, tout à fait au commencement, alors que les grands-pères de nos grands-pères étaient encore des petits poissons dans les trous d'eau, juste après le Grand Déluge qui couvrit toute la Terre…Yurlungur, le Grand Goanna, avait juste nommé les arbres, les oiseaux, les plantes et les hommes… Et il avait donné aux Ancêtres la Grande Cérémonie du Djunggan, par laquelle les hommes ont reçu la Loi que nous apprenons tous, la Loi selon laquelle nous devons vivre ».

Les Ancêtres dont parle le narrateur étaient un groupe d'hommes et de femmes dont le chef avait une épouse jeune et belle, qui fut convoitée par le frère cadet du chef…..
Les héros sont tout d'abord présentés en une galerie de portraits individuels cadrés en gros plan et commentés par la voix off du conteur : 

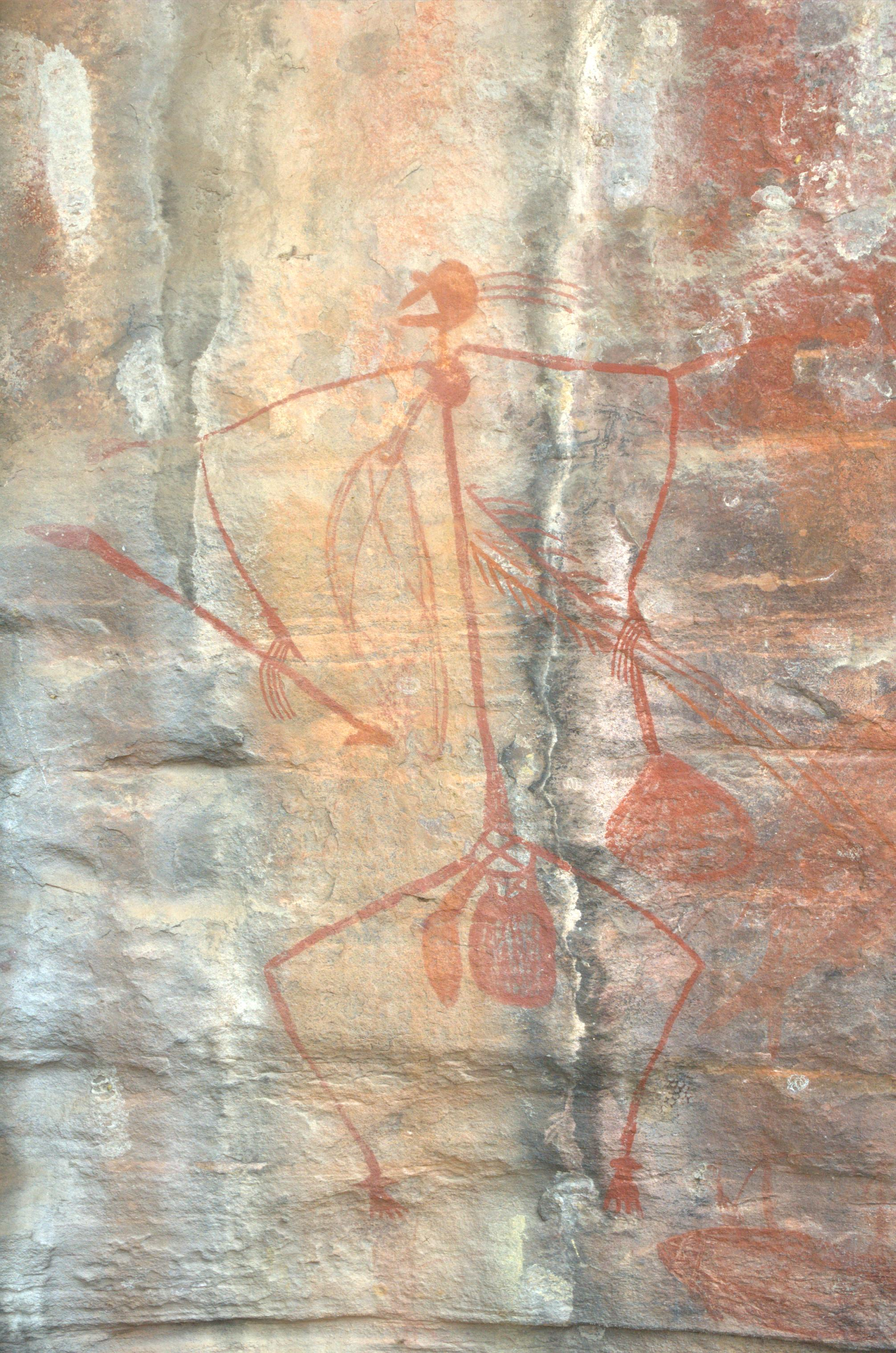
Un guerrier, porteur d'armes et d'attributs virils magnifiés

- le chef Ridjimiraril, un grand guerrier, d'une beauté farouche, viril et dominateur, protecteur du groupe et bon pourvoyeur de gibier, son javelot atteint son but avec force[11].
- son jeune frère Yeeralparil, éphèbe maladroit, que son frère aîné se charge d'initier à la vie en brousse[12]…
- la première épouse du chef, Banalundju, sage, bonne et tolérante, mais qui surveille de près la plus jeune coépouse et l'empêche de s'écarter…
- la deuxième épouse du chef, Nowalingu, aguicheuse, perverse et volage, mais qui tient le chef par les sens…
- la troisième épouse, Munanjarra, jeune, « belle et tranquille comme un bébé qui dort »…

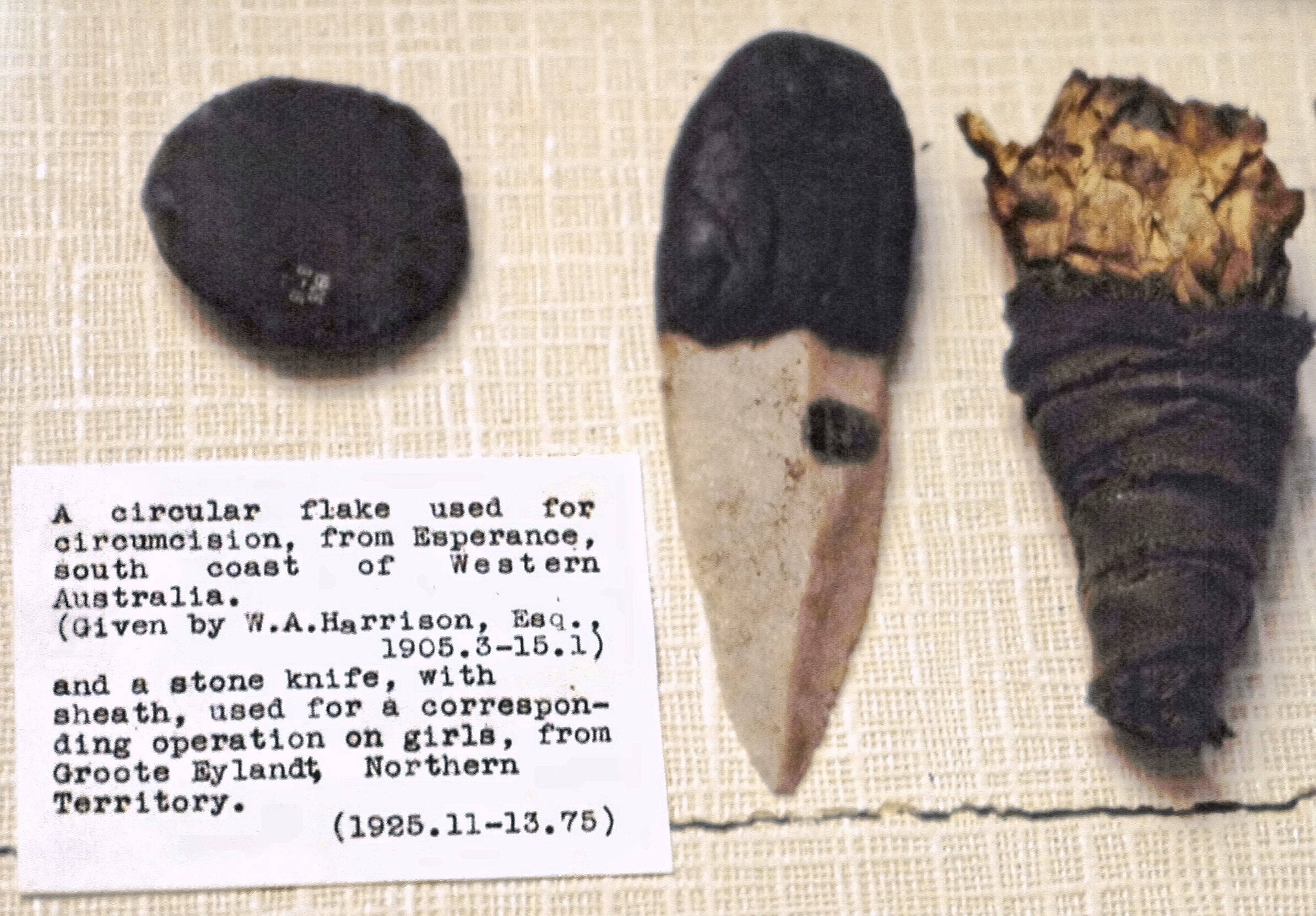
Une feuille de laurier comme Birrinbbirrin en taillait, et ses ancêtres avant lui…

- un membre important du groupe, Birrinbirrin, un vieux madré, amateur de bonne chère au ventre énorme, toujours en train de quémander du miel sauvage. Mais il est plein d'expérience et de sagesse, parle les différents dialectes de la région, et ses pointes de sagaie en pierre taillée en forme de feuille de laurier sont très recherchées…
- et le Sorcier, un vieil homme ridé qui vit seul à l'écart du groupe « pour préserver les secrets de sa magie »…

Derrière le campement principal, l'ambiance est à la détente : les hommes se coupent les cheveux et se rasent mutuellement. Mais les enfants qui cherchaient des ruches sauvages dans les arbres accourent en poussant des cris d'alarme : « Un étranger, un étranger arrive ! » Or personne n'a annoncé sa visite… Le groupe fait bloc derrière le chef, sagaie sur le propulseur, et scrute l'intrus qui sort du bois. Il dégage « l'odeur de quelqu’un de très dangereux » et il porte un cache-sexe, aussi les compagnons de Ridjimiraril remarquent-ils qu'« il faut se méfier de celui qui cache sa bite… »
On commence à parlementer, Birrinbirrin sert d'interprète. L'Etranger ne dit pas clairement pourquoi il vient ; par contre il sème l'inquiétude en affirmant avoir des pouvoirs magiques. On lui offre des aliments, on lui fait comprendre qu'il n'est pas le bienvenu et on lui demande de se retirer. L'Etranger fait demi-tour et repart dans le bush.
Une palabre a lieu au campement : que venait chercher l'Etranger ? Le Sorcier fait subitement son apparition : de loin, affirme-t-il, il avait perçu l'approche d'une personnalité maléfique. Et il assure son pouvoir sur le groupe en rappelant quelques techniques élémentaires d'envoûtement que l'étranger a peut-être utilisées, surtout si les habitants du village ont laissé traîner leurs déjections : elles servent de support à la technique d'envoûtement… Pire que tout, affirme le sorcier, l'Etranger pourrait voler une âme en secret. Les chasseurs frémissent : « Restons groupés » chuchotent-ils…

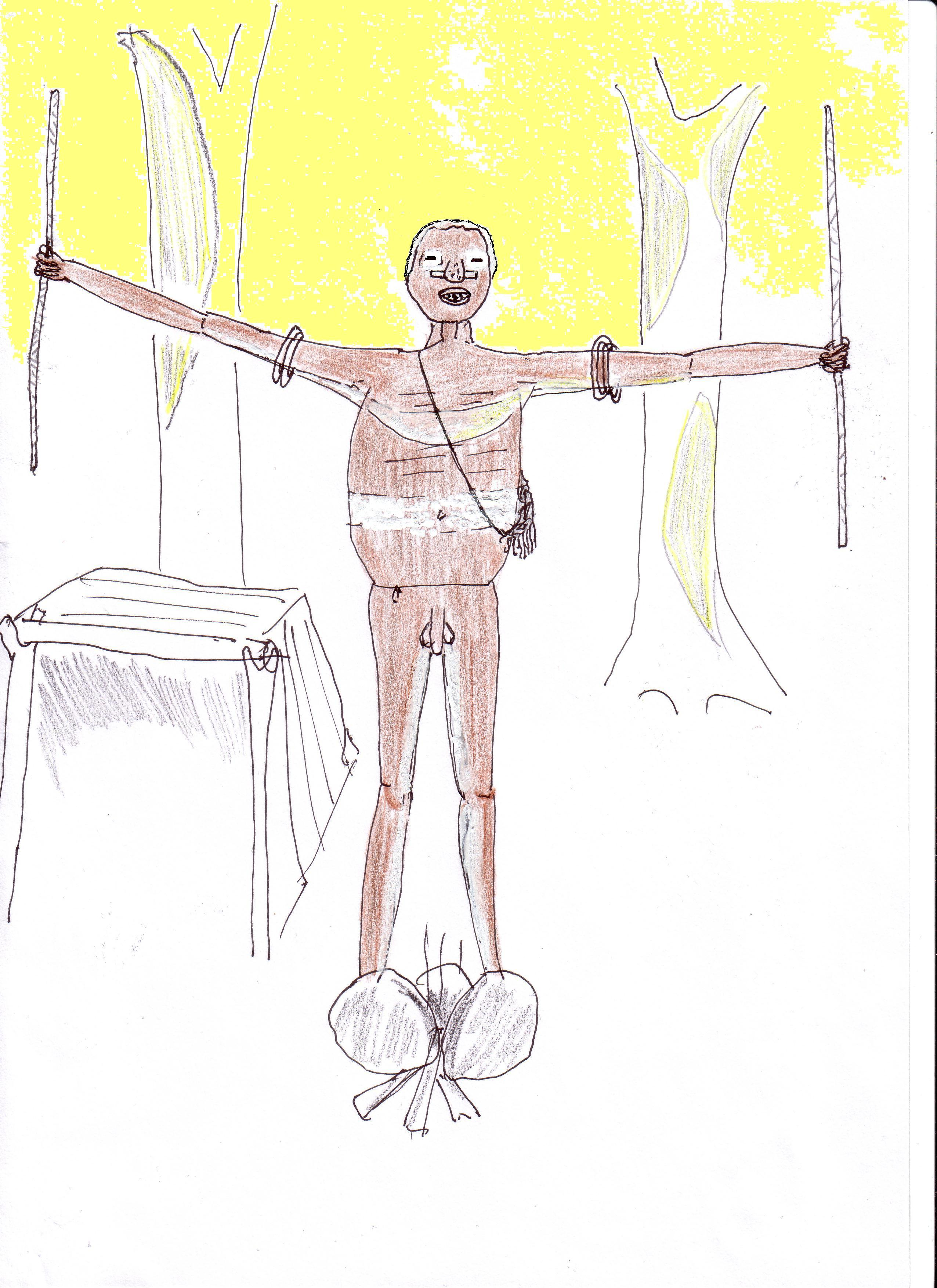
« Tout va bien. Il n'y a pas de mauvais sort... » dit le Sorcier d'une voix caverneuse après avoir minutieusement inspecté le camp (dessin d'après une séquence du film)

Après avoir fait ses recommandations au groupe afin que personne ne laisse prise aux influences néfastes de l'Etranger, le Sorcier couvert de peintures rituelles ocres et blanches exorcise le campement (son intervention est soutenue par le crépitement des clapsticks en fond sonore)
La tension retombe ensuite au campement principal, où vivent hommes et femmes mariés, et la vie reprend son cours habituel, avec ses hauts et ses bas dus essentiellement aux aléas de la polygamie. Pour échapper aux criailleries et aux disputes de ses femmes le chef part chasser le wallaby dans le bush . Birrinbirrin harcèle ses femmes qui vont chercher du bois pour qu'elles lui rapportent du miel et il se fait sévèrement rabrouer : « Vas-y toi-même, vieux crapaud !… » Ses petit-fils lui rapportent un rayon de miel, il pioche dedans goulûment avec sa baguette, puis s'accroupit et commence à travailler à petits coups précis une de ses fameuses pointes de lance en silex, tout en fredonnant la « chanson du miel »…
Cependant au campement annexe, où les jeunes célibataires passent le temps comme ils peuvent, le beau Yeeralgaril ne peut plus vivre loin de Munandjarra, la femme qu'il aime. « Ses jambes décident d'aller la voir, et il les suit » dit-il. Il met ses sagaies sur l'épaule et part sous les quolibets, les plaisanteries et les exclamations des autres célibataires. Mais les autres femmes veillent, tout en ramassant à la lisière du marécage des noix des marais, en déterrant des racines, en papotant comme des « gumangs » (oies pies) ou en vidant leurs querelles toutes griffes dehors. Munandajarra, en prétextant un besoin naturel, arrive à s'écarter et à échanger quelques mots avec Yeeralparil tapi dans les buissons, mais naturellement toutes les femmes s'en rendent compte…

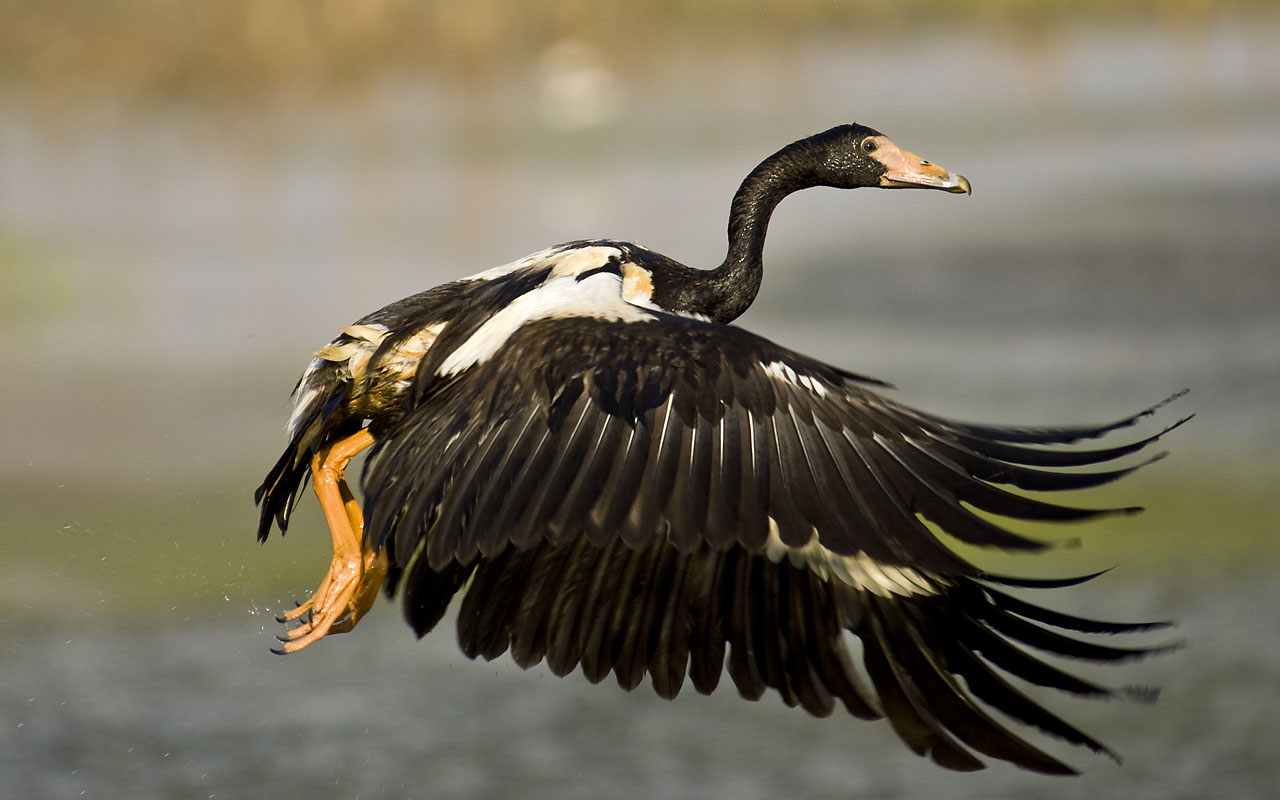
« Nowalingu a disparu comme une gummang (oie-pie) »

Soudain un jour la nouvelle se répand : c'est Nowalingu, la seconde épouse de Ridjimiraril, « elle a disparu comme une gummang ». Les hommes se réunissent et palabrent, chacun donne son avis. On conclut qu'il n'y a que deux possibilités : soit Nowalingu s'est enfuie, soit elle a été victime d'un rapt. Et chaque homme, dans une séquence particulière (en couleurs délavées), décrit sa version du rapt, et expose ses phantasmes de vengeance…
Le chef Ridjimariril est sûr que c'est l’Étranger qui est venu chercher Nowalingu, et cette pensée l'obsède. « Un grand nombre de lunes traversa la nuit » après la disparition de Nowalingu. Et si le groupe paraît s'accommoder parfaitement de l'absence de cette femme querelleuse et semeuse de discorde, Ridjimiraril ne l'oublie pas et en perd le goût de vivre.
Un jour un vieil oncle arrive au camp, de retour d'un long périple. Il dit avoir brûlé l'herbe, tué un goanna (varan) et un bandicoot, et vu Nowalingu : elle vivait dans une hutte d'écorce avec un étranger…
Les hommes entrent alors en effervescence : il faut aller reprendre Nowalingu, et exercer la vendetta'. Au son haletant du didgeridoo, les préparatifs de guerre s'accélèrent : les adolescents portent en courant les bâton-messages au loin, on coupe des branches pour en faire des hampes de sagaie, Birrinbirri taille sans arrêt des pointes de silex, on se peint en argile blanche. On élabore des plans d'attaque, et les modalités du rapt : on ne se contentera pas de reprendre Nowalingu aux ennemis, on capturera une de leurs femmes… Ou deux femmes ? « Et pourquoi pas toutes ? » lance Birrinbirri le goulu. Mais un des hommes le fait revenir sur terre : « Et qui s'occupera d'elles ensuite ? Toi ? »
Les hommes peints de frais partent en gambadant sur le sentier de la guerre, sauf Yeerilparil : son frère aîné l'a consigné au camp. Il devra prendre en charge ses femmes s'il vient à être tué. Mais quand en l'absence du chef son jeune frère vient rôder trop près de Munandjarra, la première épouse lance une bûche au jeune homme, et lui crie : « Va donc jouer avec une femelle de crocodile !… »
Finalement les guerriers reviennent au camp, tout joyeux : ils n'ont pas eu à combattre ceux du camp de l'autre rive, car ils ont pu constater que Nowalingu n'était pas là-bas… La vie reprend son cours, sauf pour Ridjimiraril : le chef devient de plus en plus sombre, taciturne et irritable. Il est obsédé par l'image de Nowalingu, il se demande sans cesse ce qui a pu lui arriver : est-elle vivante, ou a-t-elle été tuée ?…
« Son âme était possédée par un mauvais esprit…Un jour le mauvais esprit qui habitait la tête de Ridjimiraril s'échappa, et les choses empirèrent ». Les enfants de Birrinbirrin aperçurent l'Etranger à proximité du camp, et leur père courut alerter le chef.
Ridjimiraril se dresse, empoigne ses sagaies.
- Que vas-tu lui faire ? » demande Birrinbirrin, inquiet.
- « Juste parler avec lui… »
- « Pourquoi prends-tu toutes ces sagaies ? »
- « Fais-moi confiance… »
Le guerrier athlétique, suivi du vieillard obèse, se faufile dans la brousse et approche l’Étranger. Il est là, le dos tourné, accroupi, en train de déféquer par terre. Soudain Yirilmaril brandit son propulseur et perce ce dos d'une sagaie. Ils se précipitent, et constatent que l'homme qui agonise, couché sur le flanc à côté de son étron, la sagaie plantée dans le torse, est un inconnu. Et le mauvais esprit continue à exercer son action néfaste : au meurtre impulsif succèdent des phrases insanes (« Mauvaise merde de mauvais inconnu !… ») et des actes illogiques : les deux chasseurs dissimulent sommairement le cadavre sous la végétation en espérant que personne ne le trouvera, s'exhortent au silence, et reviennent au camp comme si rien ne s'était passé…
Mais un groupe d'hommes peints en ocre-rouge, sagaies brandies, leur barre soudain le chemin. Ils sont menés par le premier Étranger, fou de rage : c'est son frère qui a été tué, ils ont suivi ses traces et trouvé son corps. Ridjimiraril reconnait avoir tué. Il accepte de subir l'épreuve de makaratta pour éteindre la dette de sang, et il choisit son jeune frère comme second…

### Séquences en «couleur pastellisée»
Brèves, en images délavées : il s'agit (images mentales ramassées en raccourci) de « rêves dans le rêve », de phantasmes, de tentations, de pensées cachées, de jubilations par anticipation. Ainsi : 
- lors des palabres, quand les hommes échafaudent des hypothèses sur les causes de la disparition de Nowalingu : s'est-elle sauvée, ou a-t-elle été enlevée, et par qui ? Et l'on voit un homme et une femme, se tenant par la main, nus comme Adam et Eve, se faufiler dans la végétation luxuriante
- les projets de représailles : comment va-t-on attaquer le camp ennemi : de jour, ou de nuit ? La terreur de l'homme surpris, et ses gestes d'apaisement devant les sagaies levées sur lui ne seront-ils pas plaisants?
- les variations sur le thème du rapt de femme(s) dans le clan adverse : « on va leur reprendre Nowalingu, on la reprendra. Et de plus on enlèvera une autre femme… Et pourquoi pas plusieurs femmes ?... »
- les peurs primaires que les avertissements du sorcier éveillent parmi les hommes : quand il les avertit que l'Etranger va certainement voler leurs âmes, soit subrepticement (et trivialement, en utilisant leurs déjections), soit par la violence. On voit alors un zombie errer dans la brousse (cf note no 30). Puis vient une étrange et brève scène de meurtre (gore dans le bush) qui assassine le mythe du bon sauvage : au fond d'un taillis éclaboussé de sang, un homme vu de dos, à genoux devant sa victime pantelante, la larde posément de coups de sagaie…
- et aussi l'évocation d'une utopie pacifiste que la fatalité fera avorter dans la réalité future proche : le chef Rildjimiril fraternise avec l'Etranger, et ils vont ensemble chercher Nowalingu.

## Fiche technique
Sauf indication contraire, les informations mentionnées dans cette section peuvent être confirmées par les bases de données cinématographiques  présentes dans la section « Liens externes ».
- Titre : 10 canoës, 150 lances et 3 épouses
- Titre original : Ten Canoes
- Réalisation : Rolf de Heer et Peter Djigirr
- Scénario : Rolf de Heer[1]
- Photographie : Ian Jones
- Montage : Tania Nehme
- Décors et costumes : Beverley Freeman
- Production : Rolf de Heer et Julie Ryan
- Société de production : Fandango/Vertigo
- Pays de production :  Australie
- Budget : 2 200 000 Dollars australiens (estimation)
- Langues originales : langues yolngues (ganalbingu, mandalpingu et maningrida)
narration: anglais[22], mandalpingu[23]
- Genre : comédie dramatique, aventure
- Durée : 91 minutes
- Format : couleur / noir et blanc - 2,35:1 - 35 mm - Dolby Digital
- Dates de sortie :
  - France : 19 mai 2006 (Festival de Cannes) ; 20 décembre 2006 (sortie nationale)
  - Australie : 29 juin 2006
  - Belgique : 14 février 2007

## Distribution
Sauf indication contraire, les informations mentionnées dans cette section peuvent être confirmées par les bases de données cinématographiques  présentes dans la section « Liens externes ».
- Crusoe Kurddal : Ridjimiraril
- Jamie Gulpilil : Dayindi / Yeeralparil
- Richard Birrinbirrin : Birrinbirrin
- Peter Minygululu : Minygululu
- Frances Djulibing : Nowalingu
- David Gulpilil : le narrateur (voix)
- Sonia Djarrabalminym : Banalandju
- Philip Gudthaykudthay : le sorcier
- Peter Djigirr : un canoéiste / la victime / un combattant
- Michael Dawu : un canoéiste / l'étranger
- Bobby Bununggurr : un canoéiste / l'oncle
- Johnny Buniyira : un canoéiste / un combattant

## Production

### Genèse du film
David Gulpilil, danseur et acteur indigène australien, célèbre pour avoir joué depuis 1971 dans (entre autres) Walkabout (La Randonnée), Mad Dog Morgan, The Last Wave (La Dernière Vague), Crocodile Dundee, Rabbit-proof fence (Le Chemin de la liberté), et Australia (en 2008), fut dirigé en 2002 dans le film The Tracker (Le Pisteur) par Rolf de Heer. David invita ensuite Rolf à venir tourner dans sa région natale, la terre d'Arnhem, une immense zone sauvage de brousse tropicale parsemée de marécages située sur la côte nord de l'Australie, en bordure de la mer d'Arafura.
Le catalyseur de l'œuvre de Rolf de Heer et Peter Djigirr fut une photographie qui représentait dix pirogues montées par des hommes Yolngu, en expédition de chasse-collecte dans le marécage d'Arafura. Cette photo fut prise en 1936 par Donald Thomson, un ethnologue et naturaliste australien qui se consacra dans le top end à une œuvre à la fois scientifique et humanitaire, et contribua tant sur le plan local que sur le plan national à apaiser les conflits entre les communautés blanche et aborigène.
Les photos, vu l'étiolement de leur tradition orale, sont l'un des rares liens que les indigènes australiens aient conservé avec leurs parents. Le critique écrivant à propos de Dix canoës… sur le site allocine.fr l'a bien compris : « Donald Thomson, dit-il, nous a laissé un patrimoine exceptionnel : le portrait d'un peuple et d'un mode de vie, qui sans lui ne nous serait jamais parvenu. La Collection Thomson (300 photos en noir-et-blanc) couvre de nombreux aspects de la culture des aborigènes. Elle est conservée au Musée Victoria avec 700 autres photos prises en Australie Centrale et au Cap York. Les Indigènes Australiens Yolngus entretiennent des liens très forts avec les photos qui ont été exposées chez eux, chacun y reconnaissant un ou plusieurs membres de sa famille. »

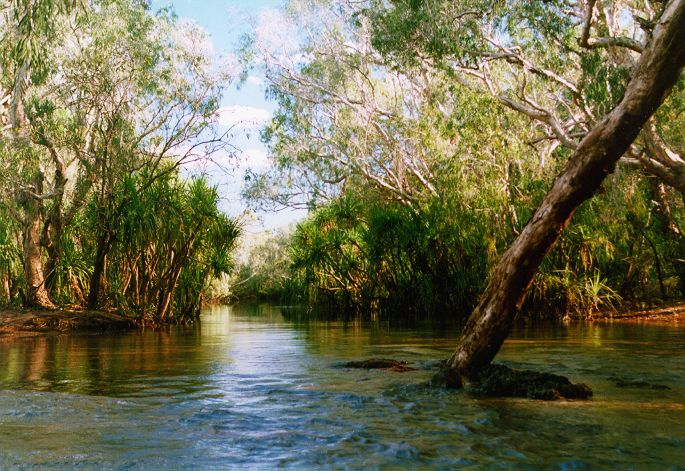
La brousse du top end en saison sèche. Noter les nombreux pandanus.

Daniel Gulpilil explique : « J'ai montré une photo faite par Donald Thomson à Rolf de Heer et je lui ai demandé ce qu'il en pensait. Il a alors commencé à écrire une histoire, avec les habitants de Raminginig – mon peuple – et nous avons entamé notre collaboration… (…) Cette histoire – l'histoire que raconte le film – n'est pas terminée. Elle se poursuit encore et encore, car c'est l'histoire de notre peuple et de notre terre… »
Rolf de Heer (avant que Ten canoes ne soit présenté le 19 mai au Festival de Cannes 2006, dans la sélection « Un certain regard ») assura : « Les gens se demandent : « Qu'a à faire un cinéaste blanc avec une histoire d'indigènes ? » Ils (les indigènes australiens) racontent l'histoire, largement, et je ne suis que le mécanisme qui les aide à le faire… »

### Tournage

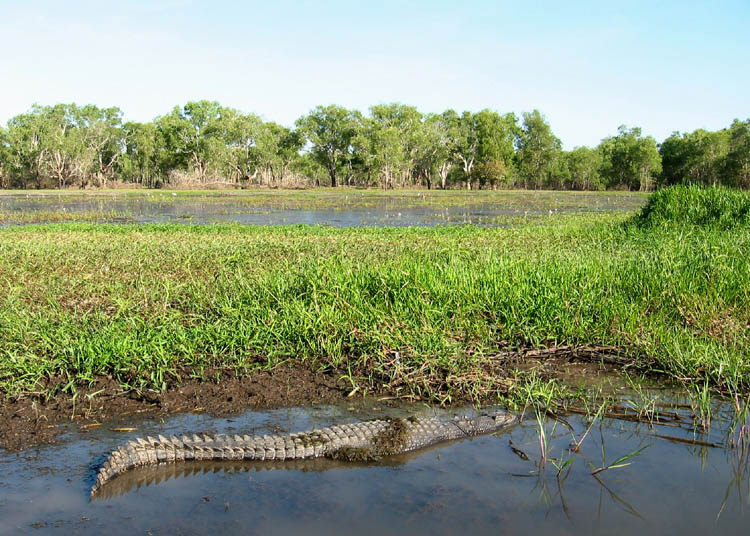
Les crocodiles des Marécages d'Arafura, redoutés pour leur taille énorme et leur agressivité, ont de plus proliféré depuis que leur chasse est strictement réglementée. Les canaroie semipalmés nichent dans les roseaux. Au fond, après l'étendue d'eau parsemée de nymphéas, la lisière de la brousse

Le tournage fut freiné par de nombreux facteurs : 
- tout d'abord l'environnement physique[32] : le climat très chaud et humide, éprouvant autant pour l'équipe de tournage que pour le matériel ; le stress était augmenté par les moustiques, les sangsues, et surtout la peur des crocodiles.

Donc, pendant le tournage, les acteurs eux-mêmes devaient retrouver leurs réflexes ancestraux, et rester vigilants (« keep on croc-spotting ») pendant que le directeur et les techniciens pataugeaient, plongés dans l'eau et la vase jusqu'à la taille. Et le soir, quand ils rentraient épuisés, affamés et couverts de cloques (« piqûres de moustiques au-dessus de la taille - et morsures de sangsues en dessous »…) au campement de Murwangi (quelques vieux baraquements de tôle ondulée ayant servi d'étables autrefois, augmentés des tentes de l'équipe technique et des acteurs) ils pouvaient constater que les nombreux visiteurs Yolngu (amis et famille, proches ou très éloignés…) avaient appliqué les règles de l'hospitalité de brousse, et qu'il ne restait plus rien à manger. Et que de plus, toute consolation du genre long drink était impossible, l'alcool étant interdit au camp. Mais l'odeur du poisson en train de cuire sur les multiples petits feux de bois, et la chaleur humaine rachetaient tous les inconvénients : la bonne entente régnait au camp, black-fellas et white-fellas (« gars-noirs » et « gars-blancs ») avaient appris à se connaître. Un film documentaire « Le balanda (blanc), et les 1O canoës d'écorce », montrant la réalisation du film lui-même, fut d'ailleurs monté en annexe. 
Heureusement pour l'équipe comme pour les acteurs, après le slogging through reeds (trimardage dans les roseaux) que fut le tournage de la première partie du film, celui de la seconde partie se déroula dans la brousse sèche. 
- la communication entre les acteurs locaux (parlant le ganalpingu) et les acteurs « étrangers » comme Crusoë Kurdall (qui est de Maningrida et parle le guwinggu) [33], posa aussi des problèmes, du moins au début. Les membres de l'équipe technique et les Ganalpingu eurent aussi du mal à s'entendre. En fait, ce ne fut pas tant la diversité des langues qui fut en cause (tous les Indigènes Australiens, s'ils parlaient peu ou mal l'anglais, pouvaient se faire comprendre en 5 ou 6 langues indigènes…), mais la transmission de concepts qui s'avéra difficile : il fallut souvent que 5 ou 6 « expliqueurs » se mettent d'accord avant de pouvoir tourner une scène. Rolf de Heer, tout en reconnaissant que « certains concepts n'appartenaient pas à leur façon de penser le monde »[34] rend par ailleurs hommage à Peter Djigirr (un ex-chasseur de crocodiles Yolngu qui joue dans le film le rôle d'un canoéiste - et celui de l'Etranger, tué par erreur par Ridjimiraril), pour ses talents en relations humaines, ainsi que pour son habileté à déjouer les pièges du « bush ». C'est que la brousse et le marécage sont devenus des milieux presque étrangers à de nombreux Yolngu habitués maintenant à vivre en ville à l'occidentale, et qui même voyagent souvent à l'étranger pour faire la promotion de leurs œuvres artistiques[35]
- le casting fut une source de surprise : Rolf de Heer pensait pouvoir choisir les piroguiers, mais il se les vit imposer par la communauté. En effet, les Yolngu, se référant aux souvenirs du « Thompson Time » (« l'Époque de Thomson ») qui subsistaient chez les anciens, et aux photos que l'anthropologue avait prises, ne proposèrent à Rolf de Heer que les descendants des hommes qui avaient travaillé autrefois avec Thomson. C'est sans doute l'une des causes qui firent que David Gulpili n'apparaît pas à l'écran. Une des autres étant qu'il appartient à un clan voisin du clan local des Ganalpingu (« fils des oies pies »), et que les rivalités interclaniques étaient ardentes il y a encore quelques décennies…

Quant aux femmes, seules furent admises à jouer celles (d'ailleurs peu nombreuses) que les règles compliquées du kin-ship (système de parentèle coutumier) n'excluaient pas…Mais le fait que les acteurs locaux n'aient pas été choisis par le metteur en scène n'a pas d'importance, car « ils sont les personnages ». C'est bien ce qu'a souligné Frances Djulibing (qui dans le film incarne Nowalingu, la deuxième épouse, celle qui disparaît): « Jouer nos ancêtres, et notamment jouer nus, n'a pas été un problème : pendant le tournage, nous étions nos ancêtres, littéralement… ». D'ailleurs on note que certains acteurs ont gardé « à la scène » leur propre nom : le vieux sage Minigululu, le gros Birrinbirrin…
- 3 versions du film furent réalisées[37], ce qui, en mettant en évidence l'enracinement de l'œuvre, accentua son côté didactique et permit d'augmenter sa diffusion :
  - Une version en yolngu-matha (langue véhiculaire dans les Northern Territories), sans sous-titres
  - Une version en yolngu, avec commentaires et sous-titres en mandalpingu
  - Une version en yolngu, avec commentaires et sous-titres en anglais
- La première représentation officielle eut lieu le 19 mars 2006 lors de l' Adelaïde Festival of Arts, puis le film fut montré le 19 mai au Festival de Cannes 2006 (dans la série « Un certain regard », où il reçut le Prix Spécial du Jury), et avant la fin 2006 dans 12 autres festivals de par le monde[38]. Le titre « Ten canoes » est simplement traduit dans les versions présentées à l'étranger, sauf dans les versions française et allemande. Sans doute afin que le titre paraisse plus attractif, on y a ajouté « 150 lances » (ce qui est nettement exagéré : il est rare que plus de 10 personnes paraissent sur l'écran), et « 3 épouses »[39].

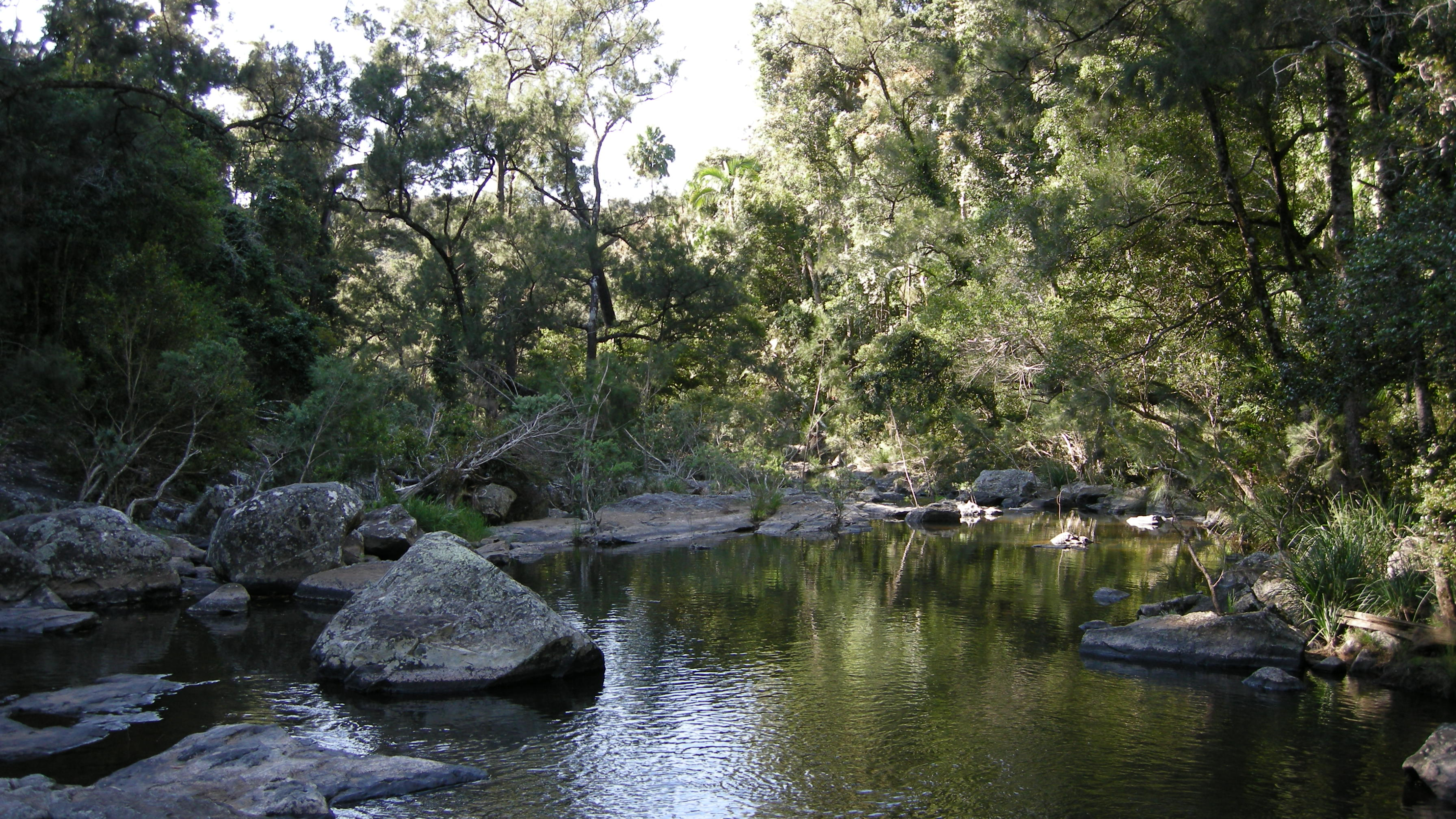
La brousse et les marécages, biotope des Yolngu

Mais la première projection en public de la version entièrement parlée en langue yolngu-matha, sans sous-titres, eut lieu en plein air à Raminginig, le village à côté duquel l'acteur David Gulpilil vécut en brousse son enfance et son adolescence. La nuit était chaude et orageuse : c'était la saison des pluies… David Gulpilil dit : « J'ai pleuré en voyant le film. Je suis fier de ceux qui y ont participé. Ceux qui verront ce film le garderont dans leur cœur, ils seront plongés dans la beauté du monde sauvage… »

### Musique et sonorisation
Récompensés aux AFI Awards 2006, ils sont de haute qualité, et laissent le pas à l'image 
- Les bruits naturels :

- dans le bush les cris d'oiseaux renforcent la tension : que ce soit le rire du kookaburra (Dacelo), ou le cri d'un oiseau-moniteur (un bruit de grosse toile brutalement déchirée) qui fait sursauter les chasseurs et les avertit quelqu'un approche.
- au camp ou lors de la cueillette, le cacardement des gummangs, les oies-pies, est mis en parallèle avec le papotage des femmes, qui devient parfois strident quand des coépouses ennemies en viennent aux mains.
- Birrinbirrin, trop vieux et trop gros pour monter lui-même aux arbres, chante doucement une « chanson du miel » en attendant que ses petits-enfants lui rapportent sa friandise préférée, et en taillant une de ses fameuses pointes de silex.

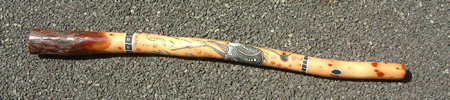
Didgeridoo creusé dans une branche d'eucalyptus

- La musique aborigène instrumentale typique de la Terre d'Arnhem :

- lors de la ronde du sorcier dans le campement, la tension est accrue par le crépitement des clapsticks (baguettes de bois dur qu'on entrechoque).
- et plus tard leur staccato, sur fond de grondements sourds du didgeridoo (tube de bois dans lequel on souffle) scande les préparatifs des hostilités - puis soutient la chanson de mort entonnée par Birrinbirri pendant la cérémonie funèbre.

## Impact socio-culturel
(octobre 2014).
- Si vous ne connaissez pas le sujet, laissez ce bandeau (vous pouvez alors contacter les auteurs).
- Si vous supprimez le contenu mis en cause (vous pouvez préalablement contacter les auteurs),

argumentez précisément cette suppression dans la page de discussion
(un manque de référence n'est pas un argument ; une recherche réelle de référence doit avoir été effectuée, être formellement documentée).

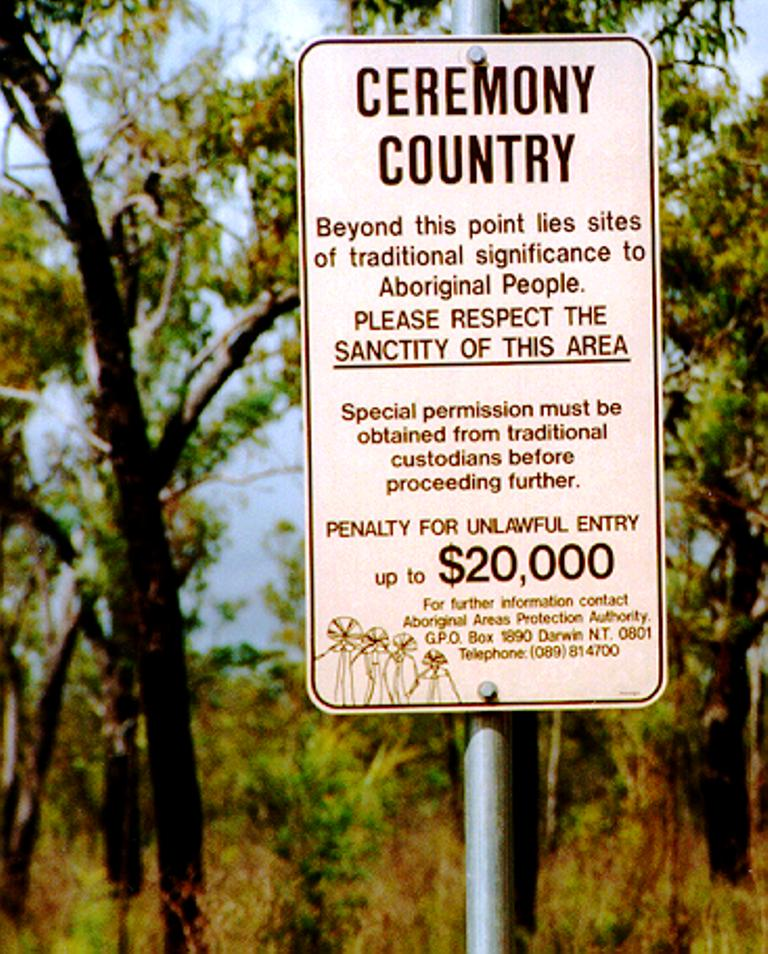
La zone sacrée est protégée par la loi (la végétation derrière le panonceau est typique de la brousse arborée du top end)

Parmi de très nombreuses critiques, on note une appréciation: « Ce qui en fait un film à voir absolument : la photo sidérante du Northern Territory » (« et de ses femmes et de ses hommes » aurait dû ajouter le journaliste…) », l'originalité étonnante de l'histoire, plus le plaisir inattendu créé par l'humour vibrant et omniprésent… »
Ten canoes est un document ethnologique, qui évoque des techniques ancestrales qui font partie du patrimoine de l'humanité : la fabrication des pirogues d'écorce, l'approche et le tir du gibier à la sagaie, la collecte du miel, la taille de pointes de lance en feuille de laurier de type solutréen. Cependant le spectateur qui a vu les Inuit vivre en riant et chasser les phoques au harpon dans le film Nanouk l'Esquimau (I919) - et les Amérindiens Nambikwara observés par Claude Levy-Strauss se peindre le corps et chasser à l'arc en 1938, ne peut éviter de se demander si dans 90 ans, ou même dans 70 ans seulement, les Indigènes Australiens de la Terre d'Arnhem continueront à vivre selon leurs coutumes, et combien ils seront encore…Ten canoes, tourné in situ dans l'humidité des marais et la chaleur de la brousse, mis en scène et joué par les Indigènes Australiens locaux qui parlent leur langue, en mettant en valeur leur mode de vie et leurs traditions, lutte justement contre l'oubli de nos racines.

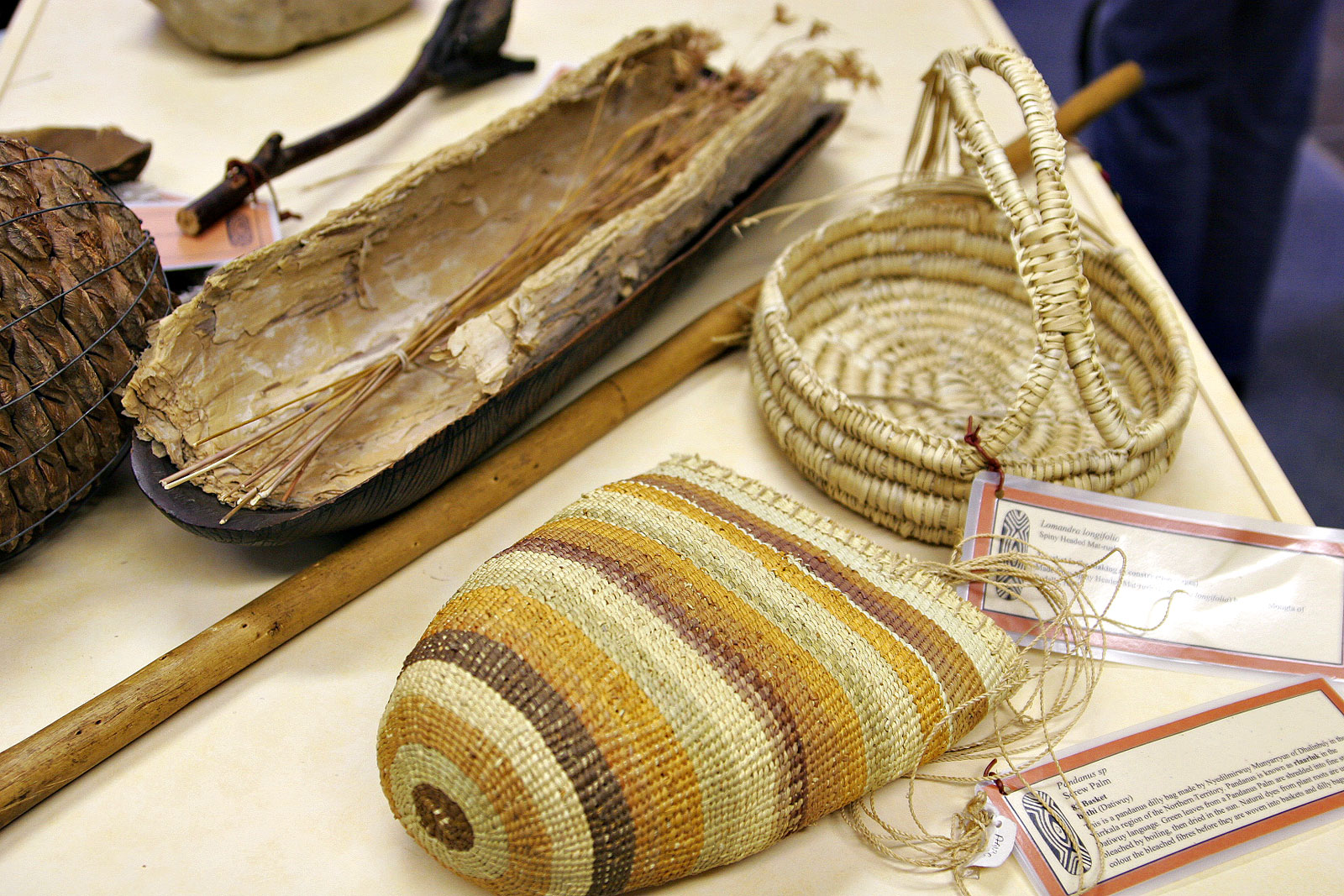
À l'occasion du tournage de Ten canoes les actrices (et leurs parentes et amies) ont tenu à reprendre la fabrication d'objets usuels, œuvres d'art artisanales qui étaient devenues des pièces de musée

D'ailleurs des techniques presque oubliées, comme la fabrication des pirogues d'écorce et la taille de pointes de sagaies par les hommes, le tressage de paniers ou le tissage de récipients étanches en fibres de pandanus par les femmes, ont été retrouvées et fièrement appliquées et démontrées par les Yolngu, qui y voyaient un renouveau de leur âme.
Ten canoes traite d'une culture jusque-là largement méconnue et cherche à décrire le quotidien des natifs australiens : il montre les disputes fomentées par la polygamie, aux palabres, à l'épreuve du rachat du sang, à la cérémonie mortuaire, à la préparation du cadavre pour l'au-delà. Le but est de surprendre le spectateur venu d'une autre cultue. C'est peut-être cette accession inattendue à l'empathie qui est à l'origine du succès que le film a connu en Australie.
On a dit que le succès de Ten canoes était dû à un effet de mode, ou à un malentendu. Mais peu importe que les spectateurs se soient précipités en croyant voir une version australienne de Les dieux sont tombés sur la tête, ou parce qu'ils pensaient retrouver la fantaisie épique et les belles images de La Guerre du feu (film) : le résultat est là (et Donald Thomson s'en serait réjoui), le pourcentage de blancs australiens qui considèrent que les abos ne sont qu'une communauté à problèmes a diminué.
Certes on a accusé Rold de Heer d'angélisme. Mais on notera cependant que « Ten canoes » est sorti sur les écrans en 2006, et que c'est en 2007 qu'a été promulguée la loi « Northern Territory National Emergency Response ».

## Distinctions
Sauf indication contraire, les informations mentionnées dans cette section peuvent être confirmées par les bases de données cinématographiques  présentes dans la section « Liens externes ».

### Récompenses
- Festival de Cannes 2006 : prix spécial du jury Un Certain Regard pour Rolf de Heer.
- Festival international du film de Flandre-Gand : Grand Prix pour Rolf de Heer et Peter Djigirr.
- 48e cérémonie des AFI Awards (en) : Meilleure photographie (Ian Jones), meilleure réalisation (Rolf de Heer et Peter Djigirr), meilleur montage (Tania Nehme), meilleur film (Julie Ryan et Rolf de Heer), meilleur scénario original (Rolf de Heer), meilleur son (James Currie, Tom Heuzenroeder, Michael Bakaloff et Rory MacGregor)
- Prix 2006 du Cercle des critiques de film d'Australie : Meilleur film, meilleure photographie  Ian Jones, à égalité avec David Williamson pour Jindabyne), meilleur montage (Tania Nehme)
- IF Awards 2006 : Meilleur acteur (Crusoe Kurdall), meilleure photographie (Ian Jones), meilleure réalisation (Rolf de Heer et Peter Djigirr)

### Nominations
- 48e cérémonie des AFI Awards (en) : meilleurs décors (Beverley Freeman)
- Prix 2006 du Cercle des critiques de film d'Australie : Meilleure réalisation (Rolf de Heer et Peter Djigirr), meilleur scénario original (Rolf de Heer)
- IF Awards 2006 : meilleur film (Rolf de Heer, Peter Djigirr, Julie Ryan et Richard Birrinbirrin), meilleur scénario (Rolf de Heer), meilleur son (James Currie, Tom Heuzenroeder, Michael Bakaloff et Rory MacGregor)